# Jaysuma Saidy Ndure

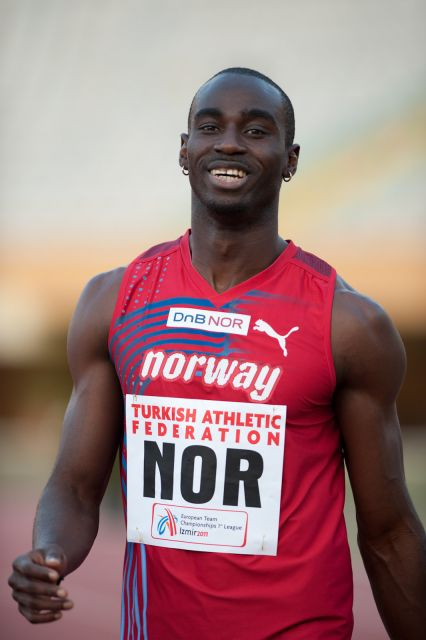
Jaysuma Saidy Ndure, 2011

Jaysuma Saidy Ndure (* 1. Juli 1984 in Bakau Gambia) ist ein norwegischer Leichtathlet, der aus dem westafrikanischen Staat Gambia stammt und sich auf die Strecken 100 und 200 Meter spezialisiert hat. Er gewann Bronze bei den Afrikameisterschaften 2004 und den Europameisterschaften 2012.

## Leben
Saidy Ndure, 1,92 m groß und 72 kg schwer (Wettkampf-Angaben), trainiert bei dem Club IL i BUL in Norwegen, wo er auch seit 2001 seinen Wohnsitz hat. Am 6. Dezember 2006 nahm er die norwegische Staatsangehörigkeit an und startet seit 2007 für Norwegen.
Er gewann bei den Afrikameisterschaften 2004 die Bronzemedaille im 100-Meter-Lauf. Kurz danach war er während der Eröffnungszeremonie der Olympischen Spiele in Athen der Flaggenträger Gambias und nahm an zwei Wettbewerben teil. Im 100-Meter-Lauf erreichte er im Vorlauf 10,26 s und setzte damit einen neuen nationalen Rekord für Gambia. Im Zwischenlauf schied er mit 10,39 s aus. Im 200-Meter-Lauf schied er ebenfalls im Zwischenlauf aus (Vorlauf: 20,78 s, Zwischenlauf: 20,73 s).
Bei den Weltmeisterschaften 2005 erreichte er im 200-Meter-Lauf das Halbfinale (Vorlauf: 20,14 s/Wind: 4,3 m/s; Zwischenlauf: 20,95 s; Halbfinale: 20,75 s). Am 12. Mai 2006 lief er bei der IAAF Super Tour in Doha die 200 m in 20,59 s und siegte vor den deutschen Teilnehmern Sebastian Ernst und Daniel Schnelting. 2007 wurde Saidy Ndure beim Meeting in Luzern bei der Dopingkontrolle positiv auf Cannabis getestet. Daraufhin wurde das Ergebnis gestrichen und als Ersttäter erhielt er vom Weltleichtathletikverband eine öffentliche Verwarnung. Im Herbst desselben Jahres gewann er beim Weltfinale in Stuttgart den 200-Meter-Lauf und verbesserte sich dabei auf 19,89 s, über 100 Meter wurde er Zweiter. Bei den Olympischen Spielen 2008 schied er auf beiden Strecken jeweils im Zwischenlauf aus.
Bei den Weltmeisterschaften 2009 erreichte Saidy Ndure in Berlin das Halbfinale auf der 100-Meter-Strecke. In Barcelona kam er bei den Europameisterschaften 2010 auf beiden Sprintstrecken in den Endlauf und wurde Sechster und Fünfter. 2011 blieb er in Lausanne im 100-Meter-Lauf unter der Zehn-Sekunden-Marke und verbesserte sich auf 9,99 s. Bei den Weltmeisterschaften in Daegu schied er jedoch im Halbfinale aus. Besser war er im 200-Meter-Lauf, wo er das Finale erreichte und mit einer Zeit von 19,95 s Vierter hinter dem Franzosen Christophe Lemaitre wurde. 2012 gewann Saidy Ndure bei den Europameisterschaften in Helsinki die Bronzemedaille im 100-Meter-Lauf. Kurz danach nahm er in London an seinen dritten Olympischen Spielen teil und kam über 200 Meter ins Halbfinale.

## Persönliche Bestzeiten
- 100-Meter-Lauf: 9,95 s (7. Juni 2014, Florø)
- 200-Meter-Lauf: 19,89 s (23. September 2007, Stuttgart)
- 400-Meter-Lauf: 48,71 s (14. März 2009, San Diego)